# Seve van Ass
Seve(riano) Boris van Ass (Rotterdam, 10 april 1992) is een voormalig Nederlands hockeyer, die doorgaans speelde als middenvelder. Hij is vernoemd naar de legendarische Spaanse golfer Severiano ("Seve") Ballesteros.

## Carrière
Van Ass begon met hockeyen bij HV Victoria en heeft de verschillende Nederlandse jeugdelftallen doorlopen. In 2008 verruilde hij Victoria voor HGC dat uitkomt in de Hoofdklasse en waar op dat moment zijn vader Paul van Ass coach was. Zijn grootste prijs met HGC is het winnen van de Euro Hockey League in 2011. In mei 2013 tekende hij voor twee jaar bij HC Rotterdam.Sinds de zomer van 2018 speelt hij weer bij HGC.
Op 17 november 2010 debuteerde van Ass in de Nederlandse hockeyploeg in een oefenwedstrijd tegen België in het Wagener Stadion (3-4 verlies). Zijn vader was toen bondscoach van de Nederlandse ploeg.
Hij nam deel aan de Olympische Spelen van 2016, waar hij met het Nederlands team een 4e plaats behaalde, en aan de Olympische Spelen van 2020 waar Nederland op de 6e plaats eindigde. Bij de Olympische Spelen van 2024 werd hij met het Nederlands elftal olympisch kampioen. Na die wedstrijd zette hij een punt achter zijn hockeycarrière. In totaal heeft hij 236 interlands gespeeld, waarin hij 29 doelpunten heeft gemaakt.

### Ongeluk
In november 2013 was Van Ass betrokken bij een ongeluk tijdens een competitiewedstrijd tussen Amsterdam H&BC en HC Rotterdam. Tegenstander Valentin Verga raakte Van Ass met een hockeystick in het gebit (waar geen bitje in zat). Dit leidde tot een gebroken kaak en tien verloren tanden. Zijn voortanden konden door de kaakchirurg worden teruggeplaatst maar alle kiezen en tanden in zijn rechteronderkaak gingen verloren. Het incident heeft geleid tot een advies van de medische commissie van de hockeybond om bitjes verplicht te stellen.